# Colombia en la Copa América Femenina 2022
La Copa América Femenina 2022 llevó a cabo del 8 al 30 de julio Colombia fue uno de los 10 participantes.

## Plantel

### Colombia
El 3 de julio de 2022, la FCF anunció a las 23 jugadoras.
DT:  Nelson Abadía
| No. | Pos. | Jugadora           | Fecha de nacimiento (edad)         | Apa. | Goles | Club                        |
| --- | ---- | ------------------ | ---------------------------------- | ---- | ----- | --------------------------- |
| 1   | POR  | Catalina Pérez     | 8 de noviembre de 1994 (27 años)   | 14   | 0     | Real Betis                  |
| 2   | DEF  | Manuela Vanegas    | 9 de febrero de 2000 (22 años)     | 21   | 3     | Real Sociedad               |
| 3   | DEF  | Daniela Arias      | 31 de agosto de 1994 (27 años)     | 9    | 1     | C. F. Pachuca               |
| 4   | MED  | Diana Ospina       | 3 de marzo de 1989 (33 años)       | 50   | 6     | América de Cali             |
| 5   | MED  | Lorena Bedoya      | 6 de agosto de 1997 (24 años)      | 6    | 0     | Atlético Nacional           |
| 6   | MED  | Daniela Montoya    | 22 de agosto de 1990 (31 años)     | 46   | 3     | Junior de Barranquilla      |
| 7   | DEL  | Gisela Robledo     | 13 de mayo de 2003 (19 años)       | 7    | 0     | U. D. G. Tenerife           |
| 8   | MED  | Angie Castañeda    | 4 de febrero de 1998 (24 años)     | 6    | 0     | CP Cacereño                 |
| 9   | DEL  | Mayra Ramírez      | 23 de marzo de 1999 (23 años)      | 13   | 3     | Sporting Club de Huelva     |
| 10  | MED  | Leicy Santos       | 16 de mayo de 1996 (26 años)       | 50   | 10    | Atlético de Madrid          |
| 11  | DEL  | Catalina Usme      | 25 de diciembre de 1989 (32 años)  | 66   | 37    | América de Cali             |
| 12  | POR  | Sandra Sepúlveda   | 3 de marzo de 1988 (34 años)       | 35   | 0     | Hapoel Marmorek Rehovot FC  |
| 13  | POR  | Natalia Giraldo    | 19 de mayo de 2003 (19 años)       | 3    | 0     | América de Cali             |
| 14  | DEF  | Ángela Barón       | 18 de septiembre de 2003 (18 años) | 1    | 0     | D'Feeters Kicks Soccer Club |
| 15  | DEL  | Tatiana Ariza      | 21 de febrero de 1991 (31 años)    | 21   | 4     | Deportivo Cali              |
| 16  | MED  | Gabriela Rodríguez | 10 de mayo de 2005 (17 años)       | 1    | 0     | América de Cali             |
| 17  | DEF  | Carolina Arias     | 2 de septiembre de 1990 (31 años)  | 39   | 0     | Deportivo Cali              |
| 18  | DEL  | Linda Caicedo      | 22 de febrero de 2005 (17 años)    | 11   | 1     | Deportivo Cali              |
| 19  | DEF  | Jorelyn Carabalí   | 18 de mayo de 1997 (25 años)       | 7    | 0     | Deportivo Cali              |
| 20  | DEF  | Mónica Ramos       | 14 de octubre de 1998 (23 años)    | 2    | 0     | Grêmio                      |
| 21  | MED  | Liana Salazar      | 16 de septiembre de 1992 (29 años) | 24   | 2     | Corinthians                 |
| 22  | DEF  | Daniela Caracas    | 25 de abril de 1997 (25 años)      | 17   | 0     | RCD Espanyol                |
| 23  | DEL  | Elexa Bahr         | 26 de mayo de 1998 (24 años)       | 7    | 0     | CDE Racing                  |

## Participación

### Partidos
| Fecha       | Lugar       | Instancia      | Local    |                     | Resultado |                      | Visitante |
| ----------- | ----------- | -------------- | -------- | ------------------- | --------- | -------------------- | --------- |
| 8 de julio  | Cali        | Fase de grupos | Colombia | Bandera de Colombia | 4:2 (2:1) | Bandera de Paraguay  | Paraguay  |
| 11 de julio | Cali        | Fase de grupos | Bolivia  | Bandera de Bolivia  | 0:3 (0:1) | Bandera de Colombia  | Colombia  |
| 17 de julio | Cali        | Fase de grupos | Ecuador  | Bandera de Ecuador  | 1:2 (1:2) | Bandera de Colombia  | Colombia  |
| 20 de julio | Armenia     | Fase de grupos | Colombia | Bandera de Colombia | 4:0 (4:0) | Bandera de Chile     | Chile     |
| 25 de julio | Bucaramanga | Semifinales    | Colombia | Bandera de Colombia | 1:0 (0:0) | Bandera de Argentina | Argentina |
| 30 de julio | Bucaramanga | Final          | Colombia | Bandera de Colombia | 0:1 (0:1) | Bandera de Brasil    | Brasil    |

### Fase de grupos - Grupo A
| Equipo   | Pts | PJ | PG | PE | PP | GF | GC | Dif |
| -------- | --- | -- | -- | -- | -- | -- | -- | --- |
| Colombia | 12  | 4  | 4  | 0  | 0  | 13 | 3  | 10  |
| Paraguay | 9   | 4  | 3  | 0  | 1  | 9  | 7  | 2   |
| Chile    | 6   | 4  | 2  | 0  | 2  | 9  | 8  | 1   |
| Ecuador  | 3   | 4  | 1  | 0  | 3  | 9  | 7  | 2   |
| Bolivia  | 0   | 4  | 0  | 0  | 4  | 1  | 16 | -15 |

     — Clasificado para las semifinales.

     — Clasificado para la definición por el quinto puesto.

#### Colombia vs. Paraguay
| 8 de julio de 2022, 19:00 | Colombia                                     | 4:2 (2:1)                     | Paraguay                    | Estadio Pascual Guerrero, Cali                               |                                                              |
|                           | Montoya 22', 59' · Ramírez 33' · Vanegas 82' | CONMEBOL Reporte FIFA Reporte | J. Martínez 27' · Gauto 90' | Asistencia: 15 000 espectadores Árbitra: Edina Alves Batista | Asistencia: 15 000 espectadores Árbitra: Edina Alves Batista |

| 1          | Guardameta     | Catalina Pérez   |     |
| 2          | Defensa        | Manuela Vanegas  |     |
| 19         | Defensa        | Jorelyn Carabalí |     |
| 3          | Defensa        | Daniela Arias    |     |
| 20         | Defensa        | Mónica Ramos     |     |
| 5          | Centrocampista | Lorena Bedoya    |     |
| 6          | Centrocampista | Daniela Montoya  | 78' |
| 10         | Centrocampista | Leicy Santos     |     |
| 11         | Centrocampista | Catalina Usme    | 87' |
| 18         | Centrocampista | Linda Caicedo    | 70' |
| 9          | Delantero      | Mayra Ramírez    | 87' |
| Entrenador | Entrenador     | Nelson Abadía    |     |

| 12         | Guardameta     | Alicia Bobadilla  |     |
| 2          | Defensa        | Limpia Fretes     |     |
| 21         | Defensa        | María Martínez    | 66' |
| 5          | Defensa        | Verónica Riveros  |     |
| 4          | Defensa        | Daysy Bareiro     |     |
| 9          | Centrocampista | Lice Chamorro     | 62' |
| 6          | Centrocampista | Dulce Quintana    |     |
| 15         | Centrocampista | Fanny Godoy       |     |
| 18         | Centrocampista | Camila Arrieta    | 56' |
| 10         | Centrocampista | Jessica Martínez  |     |
| 19         | Delantero      | Rebeca Fernández  | 63' |
| Entrenador | Entrenador     | Marcello Frigério |     |

| 4  | Centrocampista | Diana Ospina   | 70' |
| 7  | Delantero      | Gisela Robledo | 78' |
| 15 | Delantero      | Tatiana Ariza  | 87' |
| 23 | Delantero      | Elexa Bahr     | 87' |

| 7  | Centrocampista | Fabiola Sandoval | 56' |
| 11 | Centrocampista | Fany Gauto       | 62' |
| 20 | Centrocampista | Lourdes González | 63' |
| 16 | Centrocampista | Ramona Martínez  | 66' |

| Anotado | 22' | Daniela Montoya | 1:0 |
| Anotado | 33' | Mayra Ramírez   | 2:1 |
| Anotado | 59' | Daniela Montoya | 3:1 |
| Anotado | 82' | Manuela Vanegas | 4:1 |

| Anotado | 27' | Jessica Martínez | 1:1 |
| Anotado | 90' | Fany Gauto       | 4:2 |

| Amonestado | 38'   | Lorena Bedoya  |
| Amonestado | 88'   | Catalina Pérez |
| Amonestado | 90+5' | Diana Ospina   |

| Amonestado | 29' | Jessica Martínez |

| Árbitra             | Edina Alves Batista |
| Árbitras asistentes | Neuza Back          |
| Árbitras asistentes | Mariana de Almeida  |
| Cuarta árbitra      | Elizabeth Tintaya   |

| 1          | Guardameta     | Catalina Pérez   |     |
| 2          | Defensa        | Manuela Vanegas  |     |
| 19         | Defensa        | Jorelyn Carabalí |     |
| 3          | Defensa        | Daniela Arias    |     |
| 20         | Defensa        | Mónica Ramos     |     |
| 5          | Centrocampista | Lorena Bedoya    |     |
| 6          | Centrocampista | Daniela Montoya  | 78' |
| 10         | Centrocampista | Leicy Santos     |     |
| 11         | Centrocampista | Catalina Usme    | 87' |
| 18         | Centrocampista | Linda Caicedo    | 70' |
| 9          | Delantero      | Mayra Ramírez    | 87' |
| Entrenador | Entrenador     | Nelson Abadía    |     |

| 12         | Guardameta     | Alicia Bobadilla  |     |
| 2          | Defensa        | Limpia Fretes     |     |
| 21         | Defensa        | María Martínez    | 66' |
| 5          | Defensa        | Verónica Riveros  |     |
| 4          | Defensa        | Daysy Bareiro     |     |
| 9          | Centrocampista | Lice Chamorro     | 62' |
| 6          | Centrocampista | Dulce Quintana    |     |
| 15         | Centrocampista | Fanny Godoy       |     |
| 18         | Centrocampista | Camila Arrieta    | 56' |
| 10         | Centrocampista | Jessica Martínez  |     |
| 19         | Delantero      | Rebeca Fernández  | 63' |
| Entrenador | Entrenador     | Marcello Frigério |     |

| 4  | Centrocampista | Diana Ospina   | 70' |
| 7  | Delantero      | Gisela Robledo | 78' |
| 15 | Delantero      | Tatiana Ariza  | 87' |
| 23 | Delantero      | Elexa Bahr     | 87' |

| 7  | Centrocampista | Fabiola Sandoval | 56' |
| 11 | Centrocampista | Fany Gauto       | 62' |
| 20 | Centrocampista | Lourdes González | 63' |
| 16 | Centrocampista | Ramona Martínez  | 66' |

| Anotado | 22' | Daniela Montoya | 1:0 |
| Anotado | 33' | Mayra Ramírez   | 2:1 |
| Anotado | 59' | Daniela Montoya | 3:1 |
| Anotado | 82' | Manuela Vanegas | 4:1 |

| Anotado | 27' | Jessica Martínez | 1:1 |
| Anotado | 90' | Fany Gauto       | 4:2 |

| Amonestado | 38'   | Lorena Bedoya  |
| Amonestado | 88'   | Catalina Pérez |
| Amonestado | 90+5' | Diana Ospina   |

| Amonestado | 29' | Jessica Martínez |

| Árbitra             | Edina Alves Batista |
| Árbitras asistentes | Neuza Back          |
| Árbitras asistentes | Mariana de Almeida  |
| Cuarta árbitra      | Elizabeth Tintaya   |

| Estadísticas      | Bandera de Colombia | Bandera de Paraguay |
| Tiros             | 20                  | 8                   |
| Tiros a puerta    | 7                   | 2                   |
| Faltas            | 22                  | 11                  |
| Saques de esquina | 10                  | 3                   |
| Penaltis          | 0                   | 0                   |
| Fueras de juego   | 2                   | 0                   |
| Posesión de balón | 64%                 | 36%                 |

#### Bolivia vs. Colombia
| 11 de julio de 2022, 19:00 | Bolivia | 0:3 (0:1)                     | Colombia                                       | Estadio Pascual Guerrero, Cali                             |                                                            |
|                            |         | CONMEBOL Reporte FIFA Reporte | Santos 21' · Morales 70' (a.g.) · D. Arias 78' | Asistencia: 16 667 espectadores Árbitra: Elizabeth Tintaya | Asistencia: 16 667 espectadores Árbitra: Elizabeth Tintaya |

| 23          | Guardameta     | Alba Salazar        |       |
| 3           | Defensa        | Olga Sandoval       | 90+1' |
| 15          | Defensa        | Aidé Mendiola       | 90+1' |
| 13          | Defensa        | Ericka Morales      |       |
| 2           | Defensa        | Yuditza Salvatierra | 68'   |
| 18          | Defensa        | Yoselín Basualde    |       |
| 22          | Centrocampista | Brandy Flores       | 65'   |
| 5           | Centrocampista | Érika Salvatierra   |       |
| 16          | Centrocampista | Samantha Alurralde  |       |
| 7           | Centrocampista | Ana Paula Rojas     |       |
| 21          | Delantero      | Marilin Rojas       | 90+1' |
| Entrenadora | Entrenadora    | Rosana Gómez        |       |

| 1          | Guardameta     | Catalina Pérez   |       |
| 20         | Defensa        | Mónica Ramos     |       |
| 3          | Defensa        | Daniela Arias    |       |
| 19         | Defensa        | Jorelyn Carabalí |       |
| 2          | Defensa        | Manuela Vanegas  |       |
| 6          | Centrocampista | Daniela Montoya  |       |
| 5          | Centrocampista | Lorena Bedoya    | 58'   |
| 4          | Centrocampista | Diana Ospina     | 90+1' |
| 10         | Centrocampista | Leicy Santos     | 90+7' |
| 18         | Centrocampista | Linda Caicedo    | 90+7' |
| 11         | Delantero      | Catalina Usme    | 90'   |
| Entrenador | Entrenador     | Nelson Abadía    |       |

| 19 | Delantero | Majhely Romero  | 65'   |
| 14 | Defensa   | Ariani Melgar   | 68'   |
| 4  | Defensa   | Jhylian Mamani  | 90+1' |
| 11 | Delantero | Ilsen Rodríguez | 90+1' |
| 20 | Delantero | Alizia Bejarano | 90+1' |

| 9  | Delantero      | Mayra Ramírez   | 58'   |
| 7  | Delantero      | Gisela Robledo  | 90'   |
| 17 | Defensa        | Carolina Arias  | 90+1' |
| 23 | Delantero      | Elexa Bahr      | 90+7' |
| 8  | Centrocampista | Angie Castañeda | 90+7' |

| Anotado           | 21' | Leicy Santos   | 0:1 |
| Anotado · Autogol | 70' | Ericka Morales | 0:2 |
| Anotado           | 78' | Daniela Arias  | 0:3 |

| Amonestado | 54' | Lorena Bedoya |
| Amonestado | 88' | Diana Ospina  |

| Árbitra             | Elizabeth Tintaya   |
| Árbitras asistentes | Gabriela Moreno     |
| Árbitras asistentes | Vera Yupanqui       |
| Cuarta árbitra      | Edina Alves Batista |

| 23          | Guardameta     | Alba Salazar        |       |
| 3           | Defensa        | Olga Sandoval       | 90+1' |
| 15          | Defensa        | Aidé Mendiola       | 90+1' |
| 13          | Defensa        | Ericka Morales      |       |
| 2           | Defensa        | Yuditza Salvatierra | 68'   |
| 18          | Defensa        | Yoselín Basualde    |       |
| 22          | Centrocampista | Brandy Flores       | 65'   |
| 5           | Centrocampista | Érika Salvatierra   |       |
| 16          | Centrocampista | Samantha Alurralde  |       |
| 7           | Centrocampista | Ana Paula Rojas     |       |
| 21          | Delantero      | Marilin Rojas       | 90+1' |
| Entrenadora | Entrenadora    | Rosana Gómez        |       |

| 1          | Guardameta     | Catalina Pérez   |       |
| 20         | Defensa        | Mónica Ramos     |       |
| 3          | Defensa        | Daniela Arias    |       |
| 19         | Defensa        | Jorelyn Carabalí |       |
| 2          | Defensa        | Manuela Vanegas  |       |
| 6          | Centrocampista | Daniela Montoya  |       |
| 5          | Centrocampista | Lorena Bedoya    | 58'   |
| 4          | Centrocampista | Diana Ospina     | 90+1' |
| 10         | Centrocampista | Leicy Santos     | 90+7' |
| 18         | Centrocampista | Linda Caicedo    | 90+7' |
| 11         | Delantero      | Catalina Usme    | 90'   |
| Entrenador | Entrenador     | Nelson Abadía    |       |

| 19 | Delantero | Majhely Romero  | 65'   |
| 14 | Defensa   | Ariani Melgar   | 68'   |
| 4  | Defensa   | Jhylian Mamani  | 90+1' |
| 11 | Delantero | Ilsen Rodríguez | 90+1' |
| 20 | Delantero | Alizia Bejarano | 90+1' |

| 9  | Delantero      | Mayra Ramírez   | 58'   |
| 7  | Delantero      | Gisela Robledo  | 90'   |
| 17 | Defensa        | Carolina Arias  | 90+1' |
| 23 | Delantero      | Elexa Bahr      | 90+7' |
| 8  | Centrocampista | Angie Castañeda | 90+7' |

| Anotado           | 21' | Leicy Santos   | 0:1 |
| Anotado · Autogol | 70' | Ericka Morales | 0:2 |
| Anotado           | 78' | Daniela Arias  | 0:3 |

| Amonestado | 54' | Lorena Bedoya |
| Amonestado | 88' | Diana Ospina  |

| Árbitra             | Elizabeth Tintaya   |
| Árbitras asistentes | Gabriela Moreno     |
| Árbitras asistentes | Vera Yupanqui       |
| Cuarta árbitra      | Edina Alves Batista |

| Estadísticas      | Bandera de Bolivia | Bandera de Colombia |
| Tiros             | 5                  | 26                  |
| Tiros a puerta    | 1                  | 8                   |
| Faltas            | 8                  | 12                  |
| Saques de esquina | 2                  | 15                  |
| Penaltis          | 0                  | 1                   |
| Fueras de juego   | 1                  | 3                   |
| Posesión de balón | 31%                | 69%                 |

#### Ecuador vs. Colombia
| 17 de julio de 2022, 19:00 | Ecuador      | 1:2 (1:2)                     | Colombia                  | Estadio Pascual Guerrero, Cali                           |                                                          |
|                            | Charcopa 34' | CONMEBOL Reporte FIFA Reporte | Ramírez 30' · Caicedo 45' | Asistencia: 24 580 espectadores Árbitra: Laura Fortunato | Asistencia: 24 580 espectadores Árbitra: Laura Fortunato |

| 12          | Guardameta     | Andrea Morán     |     |
| 14          | Defensa        | Danna Pesántes   |     |
| 5           | Defensa        | Erika Gracia     |     |
| 2           | Defensa        | Suany Fajardo    |     |
| 19          | Defensa        | Kerlly Real      |     |
| 8           | Centrocampista | Marthina Aguirre | 85' |
| 4           | Centrocampista | Stefany Cedeño   |     |
| 11          | Centrocampista | Ámbar Torres     | 59' |
| 10          | Delantero      | Karen Flores     | 69' |
| 9           | Delantero      | Nayely Bolaños   |     |
| 13          | Delantero      | Nicole Charcopa  | 69' |
| Entrenadora | Entrenadora    | Emily Lima       |     |

| 1          | Guardameta     | Catalina Pérez   |     |
| 20         | Defensa        | Mónica Ramos     |     |
| 3          | Defensa        | Daniela Arias    |     |
| 19         | Defensa        | Jorelyn Carabalí |     |
| 2          | Defensa        | Manuela Vanegas  |     |
| 6          | Centrocampista | Daniela Montoya  |     |
| 21         | Centrocampista | Liana Salazar    | 87' |
| 10         | Centrocampista | Leicy Santos     |     |
| 11         | Centrocampista | Catalina Usme    |     |
| 18         | Centrocampista | Linda Caicedo    |     |
| 9          | Delantero      | Mayra Ramírez    | 87' |
| Entrenador | Entrenador     | Nelson Abadía    |     |

| 21 | Centrocampista | Giannina Lattanzio | 59' |
| 7  | Delantero      | Emily Arias        | 69' |
| 6  | Centrocampista | Manoly Baquerizo   | 69' |
| 17 | Centrocampista | Joselyn Espinales  | 85' |

| 22 | Defensa        | Daniela Caracas    | 87' |
| 16 | Centrocampista | Gabriela Rodríguez | 87' |

| Anotado | 34' | Nicole Charcopa | 1:1 |

| Anotado | 30' | Mayra Ramírez | 0:1 |
| Anotado | 45' | Linda Caicedo | 1:2 |

| Amonestado | 40'   | Kerlly Real        |
| Amonestado | 45+2' | Nayely Bolaños     |
| Amonestado | 68'   | Giannina Lattanzio |

| Amonestado | 37' | Daniela Montoya |
| Amonestado | 53' | Mayra Ramírez   |

| Árbitra             | Laura Fortunato |
| Árbitras asistentes | Daiana Milone   |
| Árbitras asistentes | Leila Moreira   |
| Cuarta árbitra      | Anahí Fernández |

| 12          | Guardameta     | Andrea Morán     |     |
| 14          | Defensa        | Danna Pesántes   |     |
| 5           | Defensa        | Erika Gracia     |     |
| 2           | Defensa        | Suany Fajardo    |     |
| 19          | Defensa        | Kerlly Real      |     |
| 8           | Centrocampista | Marthina Aguirre | 85' |
| 4           | Centrocampista | Stefany Cedeño   |     |
| 11          | Centrocampista | Ámbar Torres     | 59' |
| 10          | Delantero      | Karen Flores     | 69' |
| 9           | Delantero      | Nayely Bolaños   |     |
| 13          | Delantero      | Nicole Charcopa  | 69' |
| Entrenadora | Entrenadora    | Emily Lima       |     |

| 1          | Guardameta     | Catalina Pérez   |     |
| 20         | Defensa        | Mónica Ramos     |     |
| 3          | Defensa        | Daniela Arias    |     |
| 19         | Defensa        | Jorelyn Carabalí |     |
| 2          | Defensa        | Manuela Vanegas  |     |
| 6          | Centrocampista | Daniela Montoya  |     |
| 21         | Centrocampista | Liana Salazar    | 87' |
| 10         | Centrocampista | Leicy Santos     |     |
| 11         | Centrocampista | Catalina Usme    |     |
| 18         | Centrocampista | Linda Caicedo    |     |
| 9          | Delantero      | Mayra Ramírez    | 87' |
| Entrenador | Entrenador     | Nelson Abadía    |     |

| 21 | Centrocampista | Giannina Lattanzio | 59' |
| 7  | Delantero      | Emily Arias        | 69' |
| 6  | Centrocampista | Manoly Baquerizo   | 69' |
| 17 | Centrocampista | Joselyn Espinales  | 85' |

| 22 | Defensa        | Daniela Caracas    | 87' |
| 16 | Centrocampista | Gabriela Rodríguez | 87' |

| Anotado | 34' | Nicole Charcopa | 1:1 |

| Anotado | 30' | Mayra Ramírez | 0:1 |
| Anotado | 45' | Linda Caicedo | 1:2 |

| Amonestado | 40'   | Kerlly Real        |
| Amonestado | 45+2' | Nayely Bolaños     |
| Amonestado | 68'   | Giannina Lattanzio |

| Amonestado | 37' | Daniela Montoya |
| Amonestado | 53' | Mayra Ramírez   |

| Árbitra             | Laura Fortunato |
| Árbitras asistentes | Daiana Milone   |
| Árbitras asistentes | Leila Moreira   |
| Cuarta árbitra      | Anahí Fernández |

| Estadísticas      | Bandera de Ecuador | Bandera de Colombia |
| Tiros             | 5                  | 25                  |
| Tiros a puerta    | 1                  | 11                  |
| Faltas            | 9                  | 13                  |
| Saques de esquina | 3                  | 7                   |
| Penaltis          | 0                  | 0                   |
| Fueras de juego   | 0                  | 3                   |
| Posesión de balón | 40%                | 60%                 |

#### Colombia vs. Chile
| 20 de julio de 2022, 19:00 | Colombia                                           | 4:0 (4:0)                     | Chile | Estadio Centenario, Armenia                              |                                                          |
|                            | Usme 4' · D. Arias 11' · Vanegas 37' · Salazar 41' | CONMEBOL Reporte FIFA Reporte |       | Asistencia: 18 064 espectadores Árbitra: Anahí Fernández | Asistencia: 18 064 espectadores Árbitra: Anahí Fernández |

| 1          | Guardameta     | Catalina Pérez   |     |
| 2          | Defensa        | Manuela Vanegas  |     |
| 19         | Defensa        | Jorelyn Carabalí |     |
| 3          | Defensa        | Daniela Arias    |     |
| 20         | Defensa        | Mónica Ramos     | 83' |
| 21         | Centrocampista | Liana Salazar    | 77' |
| 5          | Centrocampista | Lorena Bedoya    |     |
| 18         | Centrocampista | Linda Caicedo    | 83' |
| 10         | Centrocampista | Leicy Santos     | 83' |
| 4          | Centrocampista | Diana Ospina     | 65' |
| 11         | Delantero      | Catalina Usme    |     |
| Entrenador | Entrenador     | Nelson Abadía    |     |

| 1          | Guardameta     | Christiane Endler   |     |
| 21         | Defensa        | Rosario Balmaceda   |     |
| 3          | Defensa        | Carla Guerrero      |     |
| 6          | Defensa        | Nayadet López Opazo | 46' |
| 18         | Defensa        | Camila Sáez         |     |
| 11         | Centrocampista | Yessenia López      |     |
| 8          | Centrocampista | Karen Araya         | 73' |
| 20         | Centrocampista | Yastin Jiménez      | 46' |
| 15         | Delantero      | Daniela Zamora      |     |
| 13         | Delantero      | Javiera Grez        | 46' |
| 2          | Delantero      | Valentina Navarrete | 46' |
| Entrenador | Entrenador     | José Letelier       |     |

| 7  | Delantero      | Gisela Robledo     | 65' |
| 23 | Delantero      | Elexa Bahr         | 77' |
| 15 | Delantero      | Tatiana Ariza      | 83' |
| 22 | Defensa        | Daniela Caracas    | 83' |
| 16 | Centrocampista | Gabriela Rodríguez | 83' |

| 19 | Delantero      | María José Rojas         | 46' |
| 5  | Defensa        | Fernanda Ramírez Mellado | 46' |
| 7  | Delantero      | Yenny Acuña              | 46' |
| 9  | Delantero      | María José Urrutia       | 46' |
| 10 | Centrocampista | Yanara Aedo              | 73' |

| Anotado | 4'  | Catalina Usme   | 1:0 |
| Anotado | 11' | Daniela Arias   | 2:0 |
| Anotado | 37' | Manuela Vanegas | 3:0 |
| Anotado | 41' | Liana Salazar   | 4:0 |

| Amonestado | 67' | Mónica Ramos |

| Amonestado | 56' | Yenny Acuña |

| Árbitra             | Anahí Fernández     |
| Árbitras asistentes | Luciana Mascaraña   |
| Árbitras asistentes | Adela Sánchez       |
| Cuarta árbitra      | Edina Alves Batista |

| 1          | Guardameta     | Catalina Pérez   |     |
| 2          | Defensa        | Manuela Vanegas  |     |
| 19         | Defensa        | Jorelyn Carabalí |     |
| 3          | Defensa        | Daniela Arias    |     |
| 20         | Defensa        | Mónica Ramos     | 83' |
| 21         | Centrocampista | Liana Salazar    | 77' |
| 5          | Centrocampista | Lorena Bedoya    |     |
| 18         | Centrocampista | Linda Caicedo    | 83' |
| 10         | Centrocampista | Leicy Santos     | 83' |
| 4          | Centrocampista | Diana Ospina     | 65' |
| 11         | Delantero      | Catalina Usme    |     |
| Entrenador | Entrenador     | Nelson Abadía    |     |

| 1          | Guardameta     | Christiane Endler   |     |
| 21         | Defensa        | Rosario Balmaceda   |     |
| 3          | Defensa        | Carla Guerrero      |     |
| 6          | Defensa        | Nayadet López Opazo | 46' |
| 18         | Defensa        | Camila Sáez         |     |
| 11         | Centrocampista | Yessenia López      |     |
| 8          | Centrocampista | Karen Araya         | 73' |
| 20         | Centrocampista | Yastin Jiménez      | 46' |
| 15         | Delantero      | Daniela Zamora      |     |
| 13         | Delantero      | Javiera Grez        | 46' |
| 2          | Delantero      | Valentina Navarrete | 46' |
| Entrenador | Entrenador     | José Letelier       |     |

| 7  | Delantero      | Gisela Robledo     | 65' |
| 23 | Delantero      | Elexa Bahr         | 77' |
| 15 | Delantero      | Tatiana Ariza      | 83' |
| 22 | Defensa        | Daniela Caracas    | 83' |
| 16 | Centrocampista | Gabriela Rodríguez | 83' |

| 19 | Delantero      | María José Rojas         | 46' |
| 5  | Defensa        | Fernanda Ramírez Mellado | 46' |
| 7  | Delantero      | Yenny Acuña              | 46' |
| 9  | Delantero      | María José Urrutia       | 46' |
| 10 | Centrocampista | Yanara Aedo              | 73' |

| Anotado | 4'  | Catalina Usme   | 1:0 |
| Anotado | 11' | Daniela Arias   | 2:0 |
| Anotado | 37' | Manuela Vanegas | 3:0 |
| Anotado | 41' | Liana Salazar   | 4:0 |

| Amonestado | 67' | Mónica Ramos |

| Amonestado | 56' | Yenny Acuña |

| Árbitra             | Anahí Fernández     |
| Árbitras asistentes | Luciana Mascaraña   |
| Árbitras asistentes | Adela Sánchez       |
| Cuarta árbitra      | Edina Alves Batista |

| Estadísticas      | Bandera de Colombia | Bandera de Chile |
| Tiros             | 11                  | 7                |
| Tiros a puerta    | 6                   | 1                |
| Faltas            | 9                   | 10               |
| Saques de esquina | 6                   | 2                |
| Penaltis          | 0                   | 0                |
| Fueras de juego   | 0                   | 0                |
| Posesión de balón | 48%                 | 52%              |

### Semifinales

#### Colombia vs. Argentina
| 25 de julio de 2022, 19:00 | Colombia    | 1:0 (0:0)                     | Argentina | Estadio Alfonso López, Bucaramanga                            |                                                               |
|                            | Caicedo 63' | CONMEBOL Reporte FIFA Reporte |           | Asistencia: 15 757 espectadores Árbitra: María Belén Carvajal | Asistencia: 15 757 espectadores Árbitra: María Belén Carvajal |

| 1          | Guardameta     | Catalina Pérez   |       |
| 2          | Defensa        | Manuela Vanegas  |       |
| 19         | Defensa        | Jorelyn Carabalí |       |
| 3          | Defensa        | Daniela Arias    |       |
| 20         | Defensa        | Mónica Ramos     |       |
| 5          | Centrocampista | Lorena Bedoya    |       |
| 6          | Centrocampista | Daniela Montoya  | 67'   |
| 18         | Centrocampista | Linda Caicedo    | 90+5' |
| 11         | Centrocampista | Catalina Usme    |       |
| 10         | Centrocampista | Leicy Santos     |       |
| 9          | Delantero      | Mayra Ramírez    |       |
| Entrenador | Entrenador     | Nelson Abadía    |       |

| 1          | Guardameta     | Vanina Correa        |     |
| 18         | Defensa        | Gabriela Chávez      |     |
| 2          | Defensa        | Agustina Barroso     | 79' |
| 13         | Defensa        | Sophia Braun         |     |
| 3          | Defensa        | Eliana Stabile       | 79' |
| 7          | Centrocampista | Romina Núñez         | 84' |
| 8          | Centrocampista | Daiana Falfán        |     |
| 15         | Centrocampista | Florencia Bonsegundo | 89' |
| 11         | Delantero      | Yamila Rodríguez     |     |
| 19         | Delantero      | Mariana Larroquette  | 84' |
| 22         | Delantero      | Estefanía Banini     |     |
| Entrenador | Entrenador     | Germán Portanova     |     |

| 21 | Centrocampista | Liana Salazar | 67'   |
| 4  | Centrocampista | Diana Ospina  | 90+5' |

| 4  | Centrocampista | Julieta Cruz   | 79' |
| 14 | Centrocampista | Miriam Mayorga | 79' |
| 9  | Delantero      | Soledad Jaimes | 84' |
| 16 | Defensa        | Marina Delgado | 84' |
| 21 | Delantero      | Érica Lonigro  | 89' |

| Anotado | 63' | Linda Caicedo | 1:0 |

| Amonestado | 50'   | Manuela Vanegas |
| Amonestado | 90+3' | Linda Caicedo   |

| Amonestado | 23'   | Gabriela Chávez |
| Amonestado | 45+2' | Eliana Stabile  |
| Amonestado | 45+3' | Romina Núñez    |

| Otorgado · Expulsado | 73' | Gabriela Chávez |

| Árbitra             | María Belén Carvajal |
| Árbitras asistentes | Loreto Toloza        |
| Árbitras asistentes | Cindy Nahuelcoy      |
| Cuarta árbitra      | Susana Corella       |

| 1          | Guardameta     | Catalina Pérez   |       |
| 2          | Defensa        | Manuela Vanegas  |       |
| 19         | Defensa        | Jorelyn Carabalí |       |
| 3          | Defensa        | Daniela Arias    |       |
| 20         | Defensa        | Mónica Ramos     |       |
| 5          | Centrocampista | Lorena Bedoya    |       |
| 6          | Centrocampista | Daniela Montoya  | 67'   |
| 18         | Centrocampista | Linda Caicedo    | 90+5' |
| 11         | Centrocampista | Catalina Usme    |       |
| 10         | Centrocampista | Leicy Santos     |       |
| 9          | Delantero      | Mayra Ramírez    |       |
| Entrenador | Entrenador     | Nelson Abadía    |       |

| 1          | Guardameta     | Vanina Correa        |     |
| 18         | Defensa        | Gabriela Chávez      |     |
| 2          | Defensa        | Agustina Barroso     | 79' |
| 13         | Defensa        | Sophia Braun         |     |
| 3          | Defensa        | Eliana Stabile       | 79' |
| 7          | Centrocampista | Romina Núñez         | 84' |
| 8          | Centrocampista | Daiana Falfán        |     |
| 15         | Centrocampista | Florencia Bonsegundo | 89' |
| 11         | Delantero      | Yamila Rodríguez     |     |
| 19         | Delantero      | Mariana Larroquette  | 84' |
| 22         | Delantero      | Estefanía Banini     |     |
| Entrenador | Entrenador     | Germán Portanova     |     |

| 21 | Centrocampista | Liana Salazar | 67'   |
| 4  | Centrocampista | Diana Ospina  | 90+5' |

| 4  | Centrocampista | Julieta Cruz   | 79' |
| 14 | Centrocampista | Miriam Mayorga | 79' |
| 9  | Delantero      | Soledad Jaimes | 84' |
| 16 | Defensa        | Marina Delgado | 84' |
| 21 | Delantero      | Érica Lonigro  | 89' |

| Anotado | 63' | Linda Caicedo | 1:0 |

| Amonestado | 50'   | Manuela Vanegas |
| Amonestado | 90+3' | Linda Caicedo   |

| Amonestado | 23'   | Gabriela Chávez |
| Amonestado | 45+2' | Eliana Stabile  |
| Amonestado | 45+3' | Romina Núñez    |

| Otorgado · Expulsado | 73' | Gabriela Chávez |

| Árbitra             | María Belén Carvajal |
| Árbitras asistentes | Loreto Toloza        |
| Árbitras asistentes | Cindy Nahuelcoy      |
| Cuarta árbitra      | Susana Corella       |

| Estadísticas      | Bandera de Colombia | Bandera de Argentina |
| Tiros             | 13                  | 6                    |
| Tiros a puerta    | 7                   | 2                    |
| Faltas            | 18                  | 15                   |
| Saques de esquina | 3                   | 1                    |
| Penaltis          | 0                   | 0                    |
| Fueras de juego   | 4                   | 1                    |
| Posesión de balón | 47%                 | 53%                  |

### Final

#### Colombia vs. Brasil
| 30 de julio de 2022, 19:00 | Colombia | 0:1 (0:1)                     | Brasil             | Estadio Alfonso López, Bucaramanga                                           |                                                                              |
|                            |          | CONMEBOL Reporte FIFA Reporte | Debinha 39' (pen.) | Asistencia: 28 000 espectadores Árbitra: Laura Fortunato VAR: Zulma Quiñones | Asistencia: 28 000 espectadores Árbitra: Laura Fortunato VAR: Zulma Quiñones |

| 1          | Guardameta     | Catalina Pérez   |     |
| 2          | Defensa        | Manuela Vanegas  |     |
| 19         | Defensa        | Jorelyn Carabalí |     |
| 3          | Defensa        | Daniela Arias    |     |
| 22         | Defensa        | Daniela Caracas  |     |
| 5          | Centrocampista | Lorena Bedoya    | 85' |
| 6          | Centrocampista | Daniela Montoya  |     |
| 11         | Centrocampista | Catalina Usme    |     |
| 10         | Centrocampista | Leicy Santos     |     |
| 18         | Centrocampista | Linda Caicedo    |     |
| 9          | Delantero      | Mayra Ramírez    | 63' |
| Entrenador | Entrenador     | Nelson Abadía    |     |

| 1           | Guardameta     | Lorena        |     |
| 13          | Defensa        | Antonia       |     |
| 15          | Defensa        | Tainara       |     |
| 4           | Defensa        | Rafaelle      |     |
| 6           | Defensa        | Tamires       |     |
| 11          | Centrocampista | Adriana       |     |
| 8           | Centrocampista | Angelina      | 8'  |
| 17          | Centrocampista | Ary Borges    | 67' |
| 21          | Centrocampista | Kerolin       | 67' |
| 16          | Delantero      | Bia Zaneratto | 87' |
| 9           | Delantero      | Debinha       |     |
| Entrenadora | Entrenadora    | Pia Sundhage  |     |

| 4 | Centrocampista | Diana Ospina   | 63' |
| 7 | Delantero      | Gisela Robledo | 85' |

| 10 | Centrocampista | Duda          | 8'  |
| 7  | Delantero      | Gabi Portilho | 67' |
| 23 | Centrocampista | Luana         | 67' |
| 18 | Delantero      | Geyse         | 87' |

| Anotado · Penal | 39' | Debinha | 0:1 |

| Amonestado | 52' | Lorena Bedoya |

| Amonestado | 40' | Tainara       |
| Amonestado | 55' | Bia Zaneratto |
| Amonestado | 59' | Antônia       |

| Árbitra             | Laura Fortunato    |
| Árbitras asistentes | Mariana de Almeida |
| Árbitras asistentes | Daniela Milone     |
| Cuarta árbitra      | Adriana Farfán     |
| VAR                 | Zulma Quiñones     |
| Adicionales VAR     | Susana Corella     |
| Adicionales VAR     | Mónica Amboya      |

| 1          | Guardameta     | Catalina Pérez   |     |
| 2          | Defensa        | Manuela Vanegas  |     |
| 19         | Defensa        | Jorelyn Carabalí |     |
| 3          | Defensa        | Daniela Arias    |     |
| 22         | Defensa        | Daniela Caracas  |     |
| 5          | Centrocampista | Lorena Bedoya    | 85' |
| 6          | Centrocampista | Daniela Montoya  |     |
| 11         | Centrocampista | Catalina Usme    |     |
| 10         | Centrocampista | Leicy Santos     |     |
| 18         | Centrocampista | Linda Caicedo    |     |
| 9          | Delantero      | Mayra Ramírez    | 63' |
| Entrenador | Entrenador     | Nelson Abadía    |     |

| 1           | Guardameta     | Lorena        |     |
| 13          | Defensa        | Antonia       |     |
| 15          | Defensa        | Tainara       |     |
| 4           | Defensa        | Rafaelle      |     |
| 6           | Defensa        | Tamires       |     |
| 11          | Centrocampista | Adriana       |     |
| 8           | Centrocampista | Angelina      | 8'  |
| 17          | Centrocampista | Ary Borges    | 67' |
| 21          | Centrocampista | Kerolin       | 67' |
| 16          | Delantero      | Bia Zaneratto | 87' |
| 9           | Delantero      | Debinha       |     |
| Entrenadora | Entrenadora    | Pia Sundhage  |     |

| 4 | Centrocampista | Diana Ospina   | 63' |
| 7 | Delantero      | Gisela Robledo | 85' |

| 10 | Centrocampista | Duda          | 8'  |
| 7  | Delantero      | Gabi Portilho | 67' |
| 23 | Centrocampista | Luana         | 67' |
| 18 | Delantero      | Geyse         | 87' |

| Anotado · Penal | 39' | Debinha | 0:1 |

| Amonestado | 52' | Lorena Bedoya |

| Amonestado | 40' | Tainara       |
| Amonestado | 55' | Bia Zaneratto |
| Amonestado | 59' | Antônia       |

| Árbitra             | Laura Fortunato    |
| Árbitras asistentes | Mariana de Almeida |
| Árbitras asistentes | Daniela Milone     |
| Cuarta árbitra      | Adriana Farfán     |
| VAR                 | Zulma Quiñones     |
| Adicionales VAR     | Susana Corella     |
| Adicionales VAR     | Mónica Amboya      |

| Estadísticas      | Bandera de Colombia | Bandera de Brasil |
| Tiros             | 21                  | 15                |
| Tiros a puerta    | 5                   | 4                 |
| Faltas            | 10                  | 13                |
| Saques de esquina | 8                   | 5                 |
| Penaltis          | 0                   | 1                 |
| Fueras de juego   | 0                   | 1                 |
| Posesión de balón | 43%                 | 57%               |